# گمینا دالشتسه
گمینا دالشتسه (به لهستانی:  Gmina Daleszyce) یک گمینا در لهستان است که در شهرستان کیلتسه واقع شده‌است. گمینا دالشتسه ۲۲۲٫۱۸ کیلومتر مربع مساحت و ۱۴٬۷۱۳ نفر جمعیت دارد.